# Forward Rate Agreement
Forward rate agreement (FRA) – transakcja pochodna, w ramach której dwaj kontrahenci ustalają wysokość stopy procentowej, która będzie obowiązywała w przyszłości dla określonej kwoty wyrażonej w walucie transakcji dla z góry ustalonego okresu.
W kontrakcie FRA wyróżnia się dwie strony transakcji:
1. pozycja długa (ang. long position – FRA buyer) otrzymuje przepływ determinowany przez stawkę referencyjną ustaloną w dniu wygaśnięcia kontraktu, w zamian za stawkę stałą kontraktu (co niekiedy, w celu uniknięcia popełnienia błędu, bywa zapisywane jako: RECEIVE floating and PAY fixed),
2. pozycja krótka (ang. short position – FRA seller) otrzymuje przepływ stały (którego wysokość w rzeczywistości jest ustalona w dniu zawarcia transakcji) w zamian za stawkę referencyjną (RECEIVE fixed and PAY floating).

W kontrakcie FRA występuje:
- data zawarcia transakcji (ang. transaction date),
- data ustalenia (zafixowania) stawki referencyjnej (ang. fixing date),
- data rozpoczęcia okresu odsetkowego obowiązywania stawki referencyjnej (ang. start date) – jest to przeważnie data spot od dnia fixingu stawki,
- data zakończenia okresu odsetkowego obowiązywania stawki referencyjnej (ang. end date).

Podczas rozliczania kontraktu nie dochodzi do rzeczywistej wymiany odsetek. W dacie spot od dnia zafixowania stawki dochodzi jedynie do transferu różnicy stóp {\displaystyle |r_{ref}-r_{FRA}|} w odpowiednim kierunku. Z tego powodu, że w rzeczywistości stawka referencyjna jest stawką zerokuponową (wypłata następuje po okresie odsetkowym), to przy rozliczaniu kontraktu FRA dyskontuje się przepływ z end date na start date.

## Wycena kontraktu FRA
Do obliczenia bieżącej wartości (ang. present value – PV) kontraktu FRA konieczne jest obliczenie wysokości implikowanej stopy forward obowiązującej w ustalonym okresie w przyszłości. Stopa ta do momentu zafixowania rzeczywistej stopy po jakiej kontrakt będzie rozliczony, przejmuje funkcję stawki referencyjnej, {\displaystyle r_{ref}.} I tak dla kontraktu 1x3 należy obliczyć z odpowiedniej krzywej stawkę forward dla okresu [today+spot+1M; today+spot+3M], czyli de facto stawkę która zostanie zafixowana za 1 miesiąc. Dla kontraktu FRA, w którym nominał wyrażony jest w PLN, stawka referencyjna to WIBOR na określony termin (w tym przypadku jest to WIBOR 2M).
Stawkę forward oblicza się zazwyczaj na podstawie krzywej, która jest zbudowana do 1Y ze stawek WIBOR, od 1Y do 2Y ze międzybankowych kwotowań kontraktów FRA, a powyżej 2Y z kwotowań kontraktów IRS.
Natomiast stopę dyskontową {\displaystyle r} oblicza się zazwyczaj ze standardowej krzywej zbudowanej do roku z międzybankowych kwotowań depozytów, a powyżej 1Y z kwotowań kontraktów IRS.
Dla strony zajmującej długą pozycję w wycena kontraktu FRA przebiega według formuły:
{\displaystyle PV=N{\frac {\left(r_{ref}-r_{FRA}\right){\frac {end\_date-start\_date}{baza\_odsetkowa}}}{1+r{\frac {end\_date-pricing\_date}{baza\_odsetkowa}}}}}
gdzie:
{\displaystyle N} nominał transakcji,
{\displaystyle baza\_odsetkowa} w zależności od konwencji może ona przyjmować wartość 365, 360, act. Dla PLN wynosi ona 365,
{\displaystyle r_{ref}} stawka referencyjna kontraktu (stawka forward implikowana z bieżącej krzywej),
{\displaystyle r_{FRA}} ustalona stawka kontraktu,
{\displaystyle r} stopa dyskontowa na dzień płatności.
Z kolei dla strony krótkiej powyższy wynik należy pomnożyć przez {\displaystyle -1.}

## Specyfikacja kontraktów FRA
Oznaczenie i interpretacja kontraktów FRA:
| Oznaczenie | Data ustalenia stopy procentowej (od dziś) | Koniec okresu (od dziś) | Bazowa stopa procentowa    |
| ---------- | ------------------------------------------ | ----------------------- | -------------------------- |
| 1 × 3      | 1 miesiąc                                  | 3 miesiące              | 3-1 = 2 miesięczny WIBOR   |
| 1 × 7      | 1 miesiąc                                  | 7 miesięcy              | 7-1 = 6 miesięczny WIBOR   |
| 3 × 6      | 3 miesiące                                 | 6 miesięcy              | 6-3 = 3 miesiące WIBOR     |
| 3 × 9      | 3 miesiące                                 | 9 miesięcy              | 9-3 = 6 miesięczny WIBOR   |
| 6 × 12     | 6 miesięcy                                 | 12 miesięcy             | 12-6 = 6 miesięczny WIBOR  |
| 12 × 18    | 12 miesięcy                                | 18 miesięcy             | 18-12 = 6 miesięczny WIBOR |